# Milà-Sanremo 1935
La Milà-Sanremo 1935 fou la 28a edició de la Milà-Sanremo. La cursa es disputà el 19 de març de 1935, sent el vencedor final l'italià Giuseppe Olmo.
202 ciclistes hi van prendre part, acabant la cursa 49 d'ells.

## Classificació final
|    | Ciclista         | Equip          | Temps      |
| -- | ---------------- | -------------- | ---------- |
| 1  | Giuseppe Olmo    | Bianchi        | 7h 48' 39" |
| 2  | Learco Guerra    | Maino          | m. t.      |
| 3  | Mario Cipriani   | Frejus         | m. t.      |
| 4  | Gino Bartali     | Frejus         | m. t.      |
| 5  | Alfredo Bovet    | Bianchi        | + 1' 54"   |
| 6  | Aldo Bini        | Maino          | m. t.      |
| 7  | Antonio Negrini  | Frejus         | m. t.      |
| 8  | Rinaldo Gerini   | -              | m. t.      |
| 9  | Joseph Demuysere | Genial Lucifer | m. t.      |
| 10 | Giuseppe Martano | Frejus         | + 4' 29"   |